# Quách Công Lịch
Quách Công Lịch (27 augustus 1993) is een Vietnamees atleet. Hij is gespecialiseerd in de 400 meter horde.
Op de Southeast Asian Games won hij meerdere zilveren en bronzen medailles, en in 2015 droeg hij de vlag voor Vietenam tijdens de openingceremonie. 
Zijn jongere zus Quách Thị Lan is ook (olympisch) atleet.